# Coupe d'Europe des nations d'athlétisme 1973
Navigation
CE des nations 1970 CE des nations 1975
La 4e coupe d'Europe des nations d'athlétisme se déroule les 8 et 9 septembre 1973 à Édimbourg au Royaume-Uni.
L'Union soviétique s'impose chez les hommes, et la République démocratique allemande chez les femmes. Pour la première fois la finale de la Coupe a lieu sur une piste synthétique (et non en cendrée), sur le Meadowbank Stadium. Un record de 27 nations a pris part aux compétitions (préliminaires et semifinales compris). Deux championnes olympiques de 1972 y battent un record du monde : l'Allemande de l'Est Ruth Fuchs avec un lancer de javelot à 66,10 m et la Soviétique Faina Melnyk avec un lancer de disque à 69,48 m (un de ses 11 records du monde).

## Classement
| Place | Pays                 | Points |
| ----- | -------------------- | ------ |
| 1     | Union soviétique     | 82,5   |
| 2     | Allemagne de l'Est   | 78,5   |
| 3     | Allemagne de l'Ouest | 76     |
| 4     | Royaume-Uni          | 70,5   |
| 5     | Finlande             | 65     |
| 6     | France               | 45     |

| Place | Pays                 | Points |
| ----- | -------------------- | ------ |
| 1     | Allemagne de l'Est   | 72     |
| 2     | Union soviétique     | 52     |
| 3     | Bulgarie             | 50     |
| 4     | Allemagne de l'Ouest | 36     |
|       | Royaume-Uni          | 36     |
| 6     | Roumanie             | 27     |

## Résultats

### Hommes
| 100 m (vent : 1,5 m/s) | Siegfried Schenke 10 s 26 (CR)                                                                        | Aleksandr Kornelyuk 10 s 34                                                                 | Jobst Hirscht 10 s 47                                                      |
| 200 m (vent : - 3,3 m/s) | Chris Monk 21 s 00                                                                                    | Hans-Jürgen Bombach 21 s 05                                                                 | Ossi Karttunen 21 s 24                                                     |
| 400 m | Karl Honz 45 s 20                                                                                     | David Jenkins 46 s 00                                                                       | Ossi Karttunen 46 s 26                                                     |
| 800 m | Andy Carter 1 min 46 s 44 (CR)                                                                        | Yevgeniy Arzhanov 1 min 46 s 70                                                             | Dieter Fromm 1 min 46 s 71                                                 |
| 1 500 m | Frank Clement 3 min 40 s 79                                                                           | Paul-Heinz Wellmann 3 min 41 s 85                                                           | Klaus-Peter Justus 3 min 42 s 61                                           |
| 5 000 m | Brendan Foster 13 min 54 s 65                                                                         | Manfred Kuschmann 13 min 55 s 31                                                            | Harald Norpoth 13 min 57 s 66                                              |
| 10 000 m | Nikolay Sviridov 28 min 44 s 08                                                                       | Detlef Uhlemann 28 min 44 s 22                                                              | Karl-Heinz Leiteritz 28 min 44 s 36                                        |
| 3 000 m steeple | Tapio Kantanen 8 min 28 s 45                                                                          | Willi Maier 8 min 29 s 76                                                                   | Leonid Savelyev 8 min 30 s 93                                              |
| 110 m haies(vent : +0,8 m/s) | Guy Drut 13 s 70                                                                                      | Anatoliy Moshiashvili 13 s 76                                                               | Thomas Munkelt 13 s 77                                                     |
| 400 m haies | Alan Pascoe 50 s 07 (CR)                                                                              | Dmitriy Stukalov 50 s 61                                                                    | Jürgen Laser 51 s 09                                                       |
| 4 × 100 m | Allemagne de l'Est Manfred Kokot Michael Droese Hans-Jürgen Bombach Klaus-Dieter Kurrat 39 s 45       | Allemagne de l'Ouest Jobst Hirscht Klaus Ehl Manfred Ommer Franz-Peter Hofmeister 39 s 49   | Royaume-Uni Brian Green Chris Monk Ian Matthews Les Piggott 39 s 86        |
| 4 × 400 m | Allemagne de l'Ouest Hermann Köhler Horst-Rüdiger Schlöske Bernd Herrmann Karl Honz 3 min 4 s 25 (CR) | Union soviétique Valeriy Yurchenko Leonid Korolyev Valeriy Yudin Semyon Kocher 3 min 5 s 11 | Royaume-Uni John Wilson Alan Pascoe Joe Chivers David Jenkins 3 min 6 s 27 |
| Saut en hauteur | Valentin Gavrilov 2,15 m                                                                              | Asko Pesonen 2,13 m                                                                         | Paul Poaniewa 2,09 m                                                       |
| Saut à la perche | Yuriy Isakov Antti Kalliomäki 5,30 m                                                                  |                                                                                             | Mike Bull Reinhard Kuretzky 5,20 m                                         |
| Saut en longueur | Valeriy Podluzhniy 8,20 m (w)                                                                         | Hans Baumgartner 8,12 m                                                                     | Max Klauss 8,03 m                                                          |
| Triple saut | Viktor Saneïev 16,90 m (w)                                                                            | Jörg Drehmel 16,89 m (w)                                                                    | Esa Rinne 16,18 m (w)                                                      |
| Lancer du poids | Hartmut Briesenick 20,95 m                                                                            | Reijo Ståhlberg 20,27 m                                                                     | Geoff Capes 19,80 m                                                        |
| Lancer du disque | Pentti Kahma 63,10 m                                                                                  | Siegfried Pachale 60,48 m                                                                   | Bill Tancred 59,06 m                                                       |
| Lancer du marteau | Anatoliy Bondarchuk 74,08 m                                                                           | Reinhard Theimer 72,06 m                                                                    | Jacques Accambray 71,90 m                                                  |
| Lancer du javelot | Klaus Wolfermann 90,68 m                                                                              | Jānis Lūsis 88,48 m                                                                         | Hannu Siitonen 84,08 m                                                     |
| Records et Performances - AR : Record continental (area record) - CR : Record des championnats (championship record) - MR : Record du meeting (meet record) - NR : Record national (national record) - OR : Record olympique (olympic record) - PR : Record paralympique (paralympic record) - PB : Record personnel (personal best) - SB : Meilleure performance personnelle de la saison (season's best) - WL : Meilleure performance mondiale de l'année (world leader) - WJR : Record du monde junior (world junior record) - WR : Record du monde (world record) Circonstances et Conditions - DNF : N'a pas terminé (did not finish) - DNS : N'a pas pris le départ (did not start) - DQ : Disqualification (disqualification) - NM : Aucun essai valable enregistré (No Mark) - Q : Qualifié « directement » au prochain tour (ou à la prochaine compétition), lors d'une compétition majeure, grâce au classement ou à la réalisation des minima (automatic qualifier) - q : Qualifié au prochain tour (ou à la prochaine compétition), lors d'une compétition majeure, grâce au repêchage ou à la réalisation de l'une des meilleures performances parmi celles des « non qualifiés directement » (grâce au meilleur temps ou à la meilleure distance par exemple) (secondary qualifier) | |                                                                                             |                                                                            |

### Femmes
| 100 m (vent : 1,3 m/s) | Renate Stecher 11 s 25                                                                        | Annegret Richter 11 s 32                                                                             | Marina Sidorova 11 s 40                                                                 |
| 200 m (vent : 0,8 m/s) | Renate Stecher 22 s 81                                                                        | Marina Sidorova 22 s 93                                                                              | Helen Golden 23 s 14                                                                    |
| 400 m | Monika Zehrt 51 s 75 (CR)                                                                     | Lilyana Tomova 52 s 33                                                                               | Nadezhda Kolesnikova 52 s 35                                                            |
| 800 m | Gunhild Hoffmeister 1 min 58 s 94 (CR)                                                        | Svetla Zlateva 1 min 59 s 05                                                                         | Nijolė Sabaitė 2 min 2 s 17                                                             |
| 1 500 m | Tonka Petrova 4 min 9 s 02 (CR)                                                               | Karin Krebs 4 min 9 s 37                                                                             | Lyudmila Bragina 4 min 10 s 11                                                          |
| 100 m haies (vent : 0,0 m/s) | Annelie Ehrhardt 12 s 95 (CR)                                                                 | Judy Vernon 13 s 34                                                                                  | Natalya Lebedeva 13 s 62                                                                |
| 4 × 100 m | Allemagne de l'Est Petra Kandarr Renate Stecher Christina Heinich Doris Selmigkeit 42 s 95    | Allemagne de l'Ouest Elfgard Schittenhelm Inge Helten Annegret Richter Annegret Kroniger 43 s 68     | Royaume-Uni Elizabeth Sutherland Helen Golden Judy Vernon Andrea Lynch 44 s 78          |
| 4 × 400 m | Allemagne de l'Est Waltraud Dietsch Renate Siebach Monika Zehrt Rita Kühne 3 min 28 s 66 (CR) | Union soviétique Nina Zyuskova Ingrida Barkane Natalya Kulichkova Nadezhda Kolesnikova 3 min 30 s 57 | Bulgarie Zdravka Trifonova Lilyana Tomova Stefka Yordanova Svetla Zlateva 3 min 31 s 89 |
| Saut en hauteur | Yordanka Blagoeva 1,84 m                                                                      | Rita Kirst 1,82 m                                                                                    | Galina Filatova Virginia Ioan Barbara Lawton 1,80 m                                     |
| Saut en longueur | Angela Schmalfeld 6,63 m (w)                                                                  | Viorica Viscopoleanu 6,39 m                                                                          | Ruth Martin-Jones 6,30 m (w)                                                            |
| Lancer du poids | Nadezhda Chizhova 20,77 m (CR)                                                                | Ivanka Khristova 19,23 m                                                                             | Marita Lange 18,81 m                                                                    |
| Lancer du disque | Faina Melnik 69,48 m (WR)                                                                     | Argentina Menis 64,16 m                                                                              | Gabriele Hinzmann 63,76 m                                                               |
| Lancer du javelot | Ruth Fuchs 66,10 m (WR)                                                                       | Lyutvian Mollova 60,30 m                                                                             | Ameli Koloska 55,46 m                                                                   |
| Records et Performances - AR : Record continental (area record) - CR : Record des championnats (championship record) - MR : Record du meeting (meet record) - NR : Record national (national record) - OR : Record olympique (olympic record) - PR : Record paralympique (paralympic record) - PB : Record personnel (personal best) - SB : Meilleure performance personnelle de la saison (season's best) - WL : Meilleure performance mondiale de l'année (world leader) - WJR : Record du monde junior (world junior record) - WR : Record du monde (world record) Circonstances et Conditions - DNF : N'a pas terminé (did not finish) - DNS : N'a pas pris le départ (did not start) - DQ : Disqualification (disqualification) - NM : Aucun essai valable enregistré (No Mark) - Q : Qualifié « directement » au prochain tour (ou à la prochaine compétition), lors d'une compétition majeure, grâce au classement ou à la réalisation des minima (automatic qualifier) - q : Qualifié au prochain tour (ou à la prochaine compétition), lors d'une compétition majeure, grâce au repêchage ou à la réalisation de l'une des meilleures performances parmi celles des « non qualifiés directement » (grâce au meilleur temps ou à la meilleure distance par exemple) (secondary qualifier) |                                                                                               | |                                                                                         |

## Demi-finales

### Messieurs
Les trois demi-finales, qualificatives pour la finale (les deux premières équipes), se sont déroulées les 4 et 5 août 1973 à Oslo, Celje et Nice.
| Place | Pays             | Points |
| ----- | ---------------- | ------ |
| 1     | Union soviétique | 98,5   |
| 2     | Royaume-Uni      | 80,5   |
| 3     | Italie           | 72,5   |
| 4     | Hongrie          | 62     |
| 5     | Norvège          | 57,5   |
| 6     | Belgique         | 48     |

| Place | Pays                 | Points |
| ----- | -------------------- | ------ |
| 1     | Allemagne de l'Ouest | 103,5  |
| 2     | Finlande             | 88     |
| 3     | Pologne              | 83,5   |
| 4     | Yougoslavie          | 63     |
| 5     | Suisse               | 43     |
| 6     | Espagne              | 37     |

| Place | Pays               | Points |
| ----- | ------------------ | ------ |
| 1     | Allemagne de l'Est | 98,5   |
| 2     | France             | 90     |
| 3     | Tchécoslovaquie    | 76     |
| 4     | Suède              | 73     |
| 5     | Roumanie           | 42     |
| 6     | Bulgarie           | 40,5   |

### Dames
Les trois demi-finales, qualificatives pour la finale (les deux premières équipes), se sont déroulées le 5 août 1973 à Bucarest, Sittard et Varsovie.
| Place | Pays               | Points |
| ----- | ------------------ | ------ |
| 1     | Allemagne de l'Est | 76     |
| 2     | Roumanie           | 54     |
| 3     | Hongrie            | 53,5   |
| 4     | Italie             | 43     |
| 5     | Suisse             | 24     |
| 6     | Norvège            | 22,5   |

| Place | Pays                 | Points |
| ----- | -------------------- | ------ |
| 1     | Allemagne de l'Ouest | 60     |
| 2     | Royaume-Uni          | 57     |
| 3     | France               | 50     |
| 4     | Pays-Bas             | 39     |
| 5     | Yougoslavie          | 38     |
| 6     | Tchécoslovaquie      | 28     |

| Place | Pays             | Points |
| ----- | ---------------- | ------ |
| 1     | Union soviétique | 63     |
| 2     | Bulgarie         | 58     |
| 3     | Pologne          | 55,5   |
| 4     | Finlande         | 36,5   |
| 5     | Suède            | 33     |
| 6     | Autriche         | 26     |

## Tour préliminaire

### Messieurs
Trois tours préliminaires ont été nécessaires les 30 juin et 1er juillet 1973, un à Lisbonne, les autres à Bruxelles et à Athènes. Les deux premières équipes sont qualifiées pour les demi-finales.
| Place | Pays        | Points |
| ----- | ----------- | ------ |
| 1     | Suisse      | 68     |
| 2     | Yougoslavie | 63,5   |
| 3     | Portugal    | 37,5   |
| 4     | Irlande     | 29     |

| Place | Pays       | Points |
| ----- | ---------- | ------ |
| 1     | Norvège    | 105    |
| 2     | Belgique   | 90     |
| 3     | Pays-Bas   | 83     |
| 4     | Danemark   | 64,5   |
| 5     | Islande    | 42     |
| 6     | Luxembourg | 32,5   |

| Place | Pays     | Points |
| ----- | -------- | ------ |
| 1     | Roumanie | 42     |
| 2     | Bulgarie | 38,5   |
| 3     | Grèce    | 36,5   |

### Dames
Deux tours préliminaires ont été nécessaires, le 30 juin à Lyngby et le 1er juillet 1973 à Rijeka. Les trois premières équipes sont qualifiées pour les demi-finales.
| Place | Pays            | Points |
| ----- | --------------- | ------ |
| 1     | Finlande        | 66     |
| 2     | Tchécoslovaquie | 62     |
| 3     | Norvège         | 45     |
| 4     | Danemark        | 43     |
| 5     | Irlande         | 40     |
| 6     | Islande         | 16     |

| Place | Pays        | Points |
| ----- | ----------- | ------ |
| 1     | Yougoslavie | 67     |
| 2     | Suisse      | 57,5   |
| 3     | Autriche    | 47,5   |
| 4     | Belgique    | 42     |
| 5     | Espagne     | 35     |
| 6     | Portugal    | 24     |